# Roetgaai
De roetgaai (Perisoreus internigrans) is een zangvogel uit de familie Corvidae (kraaien). De vogel werd in 1908 verzameld in de Chinese provincie Sichuan en in 1912 beschreven door de Amerikaanse ornithologen John Thayer en Outram Bangs.

## Herkenning
Deze gaai is gemiddeld 30 cm lang. Het is een roetkleurige, grijze vogel met een nogal korte stevig snavel. De kop is donkerder dan de rest van het lijf. De vogel lijkt qua gedrag sterk op de Canadese taigagaai.

## Verspreiding en leefgebied
Deze soort is endemisch in Sichuan, het westelijke deel van Midden-China. Het leefgebied bestaat uit droge naaldbossen met ondergroei van rododendronsoorten in het hooggebergte, 3000 tot 4270 m boven zeeniveau.

## Status
De roetgaai heeft een beperkt en versnipperd verspreidingsgebied en daardoor is hij  kwetsbaar voor uitsterven. De grootte van de wereldpopulatie werd in 2016 geschat op 12.000 tot 15.000 individuen. De vogelsoort gaat in aantal achteruit door ontbossing en mogelijk ook door klimaatverandering. Op de Rode lijst van de IUCN heeft deze soort daarom de status gevoelig.